# Эдт-бай-Ламбах
Эдт-бай-Ламбах (нем. Edt bei Lambach) — коммуна (нем. Gemeinde) в Австрии, в федеральной земле Верхняя Австрия. 
Входит в состав округа Вельс.  Население составляет 2074 человека (на 31 декабря 2005 года). Занимает площадь 21 км². Официальный код  —  41 806.

## Политическая ситуация
Бургомистр коммуны — Фридрих Бауэр-Маршаллингер (АНП) по результатам выборов 2003 года.
Совет представителей коммуны (нем. Gemeinderat) состоит из 25 мест.
- АНП занимает 14 мест.
- СДПА занимает 7 мест.
- АПС занимает 2 места.
- другие: 2 места.